# 多采曲
多采曲，是中国长江流域的一条河流，汇入宁恰曲，属于长江源水系。河长71千米，流域面积2178平方千米，年均流量6立方米每秒。自然落差836米。水能理论蕴藏量1万千瓦。